# جاك ماجوريل
ولد جاك ماجوريل في مدينة نانسي الفرنسية يوم 7 مارس 1886، وهو ابن مصمم الأثاث المشهور لويس ماجوريل. حلّ جاك ماجوريل بمراكش لأول مرة عام 1919، حيث وجد السحر الملائم ليواصل مهنته كرسام. ولما حصل على قطعة أرضية عام 1924 عمل على إقامة الحديقة المعروفة اليوم بحديقة ماجوريل، والتي تم افتتاحها عام 1947 لاستقبال الزائرين.
تعتبر حديقة ماجوريل، اليوم، إحدى أهم معالم مراكش السياحية، حيث يجدون فيها مكاناً للتعبير الفريد والقوة الروحية الخلاقة، من جهة أنها تزخر بثروة هائلة من نباتات تم تجميعها من القارات الخمس، تتجاور فيها أشجار النخيل والصبار والخيزران ونباتات نادرة أخرى تختصر العالم في حديقة.
ليست النباتات وحدها ما يميز الحديقة، فهناك الألوان التي تتناسق في ما بينها مقدمة تنوعاً جميلاً يسرُّ الناظرين.